# Lesueuria
Lesueuria is een geslacht van ribkwallen uit de klasse van de Tentaculata.

## Soorten
- Lesueuria hyboptera A. Agassiz, 1865
- Lesueuria pinnata Ralph & Kaberry, 1950
- Lesueuria tiedemanni (Eschscholtz, 1829)
- Lesueuria vitrea Milne-Edwards, 1841